# Liste der Naturschutzgebiete im Landkreis Holzminden
Im Landkreis Holzminden gibt es 27 Naturschutzgebiete (Stand Dezember 2020).
| Name des Gebietes                                         | Bild           | Kennung         | WDPA   | Landkreis / Stadt                                                    | Beschreibung / Bemerkungen | Standort | Fläche in Hektar | Jahr der Verordnung |
| --------------------------------------------------------- | -------------- | --------------- | ------ | -------------------------------------------------------------------- | -------------------------- | -------- | ---------------- | ------------------- |
| Ahlewiesen                                                | weitere Bilder | BR 108 / HA 164 | 162047 | Landkreis Holzminden                                                 |                            | Position | 102,72           | 1994                |
| Amphibienbiotope an der Hohen Warte                       |                | HA 223          |        | Landkreis Holzminden, Landkreis Hildesheim                           |                            | Position | 78               | 2018                |
| Amphibienbiotope Hohenbüchen                              |                | HA 106          | 162204 | Landkreis Holzminden                                                 |                            | Position | 5,24             | 1986                |
| Bohlberg                                                  |                | HA 198          | 318217 | Landkreis Holzminden                                                 |                            | Position | 106,44           | 2000                |
| Delligser Steinbruch                                      | weitere Bilder | HA 143          | 162720 | Landkreis Hildesheim, Landkreis Holzminden                           |                            | Position | 5,86             | 1989                |
| Emmertal                                                  | weitere Bilder | HA 171          | 162941 | Landkreis Hameln-Pyrmont, Landkreis Holzminden                       |                            | Position | 673,19           | 1994                |
| Fledermauswinterquartier im Asphaltstollen, Hils          |                | HA 227          |        | Landkreis Holzminden                                                 |                            | Position | 4,1              | 2018                |
| Heinsener Klippen, Graupenburg                            |                | HA 095          |        | Landkreis Holzminden                                                 |                            | Position | 325              | 2020                |
| Holzberg, Denkiehäuser Wald, Heukenberg                   | weitere Bilder | HA 150          |        | Landkreis Holzminden, Landkreis Northeim                             |                            | Position | 810              | 2018                |
| Idtberg                                                   |                | HA 229          |        | Landkreis Holzminden                                                 |                            | Position | 192,4            | 2018                |
| In den Eichen                                             |                | HA 170          | 163899 | Landkreis Holzminden                                                 |                            | Position | 112,12           | 1995                |
| Ith                                                       | weitere Bilder | HA 214          | 389608 | Landkreis Hameln-Pyrmont, Landkreis Holzminden                       |                            | Position | 2711,13          | 2008                |
| Ithwiesen                                                 |                | HA 213          | 378102 | Landkreis Hameln-Pyrmont, Landkreis Hildesheim, Landkreis Holzminden |                            | Position | 261,22           | 2007                |
| Kathagenberg                                              |                | HA 111          | 164036 | Landkreis Holzminden                                                 |                            | Position | 18,41            | 1986                |
| Kleines Bruch und Düsteres Bruch                          |                | HA 187          | 318665 | Landkreis Holzminden                                                 |                            | Position | 48,80            | 1998                |
| Kleyberg                                                  | weitere Bilder | HA 104          | 164139 | Landkreis Holzminden                                                 |                            | Position | 10,51            | 1986                |
| Laubwälder im Hils                                        |                | HA 231          |        | Landkreis Holzminden                                                 |                            | Position | 512,40           | 2016                |
| Lenne                                                     |                | HA 226          |        | Landkreis Holzminden                                                 |                            | Position | 113              | 2019                |
| Moore und Wälder im Hochsolling, Hellental                | weitere Bilder | HA 149          |        | Landkreis Holzminden, Landkreis Northeim                             |                            | Position | 579              | 2019                |
| Mühlenberg bei Pegestorf                                  | weitere Bilder | HA 048          | 164723 | Landkreis Holzminden                                                 |                            | Position | 7,19             | 1937                |
| Osterberg                                                 |                | HA 118          | 164954 | Landkreis Holzminden                                                 |                            | Position | 25,24            | 1987                |
| Pöttcher Grund                                            |                | HA 068          | 165028 | Landkreis Holzminden                                                 |                            | Position | 11,84            | 1983                |
| Stuckenstein-Eichen                                       |                | HA 131          | 165775 | Landkreis Holzminden                                                 |                            | Position | 19,24            | 1998                |
| Südliche Burgberghänge, Weinberge bei Holenberg und Rühle | weitere Bilder | HA 166          |        | Landkreis Holzminden                                                 |                            | Position | 177              | 2020                |
| Teiche am Erz- und Finkenbruch im Solling                 |                | HA 228          |        | Landkreis Holzminden                                                 |                            | Position | 3,00             | 2016                |
| Tuchtberg                                                 | weitere Bilder | HA 119          | 165971 | Landkreis Holzminden                                                 |                            | Position | 21,23            | 1987                |
| Weserniederung am Heiligenberg                            |                | HA 225          |        | Landkreis Holzminden                                                 |                            | Position | 7,30             | 2016                |